# Округ Лајон (Минесота)
Округ Лајон (енгл. Lyon County) је округ у америчкој савезној држави Минесота.

## Демографија
По попису из 2010. године број становника је 25.857, што је 432 (1,7%) становника више него 2000. године.
| Група             | 2000.          | 2010.          |
| Белци             | 23.338 (91,8%) | 22.637 (87,5%) |
| Афроамериканци    | 378 (1,5%)     | 587 (2,3%)     |
| Азијати           | 425 (1,7%)     | 679 (2,6%)     |
| Хиспаноамериканци | 1.009 (4,0%)   | 1.541 (6,0%)   |
| Укупно            | 25.425         | 25.857         |